# تأريخ بنظائر بوتاسيوم-آرغون
التأريخ بنظائر البوتاسيوم-الآرغون هو وسيلة من وسائل التأريخ الإشعاعي المستخدمة في علم الزمن الجيولوجي وعلم الآثار اعتماداً على قياس نسبة ناتج الاضمحلال الإشعاعي البوتاسيوم-40 إلى نظير الآرغون-40.
تعد هذه الطريقة مناسبة لقياس عدد من أنواع الصخور، خاصة الصخور النارية، وهي تمكن من قياس التأريخ المطلق لعينات أقدم من بضعة آلاف من السنين.